# Hariharalaya
Hariharalaya est une ancienne capitale de l'empire khmer située près de Siem Reap au Cambodge, dans la région moderne de Roluos. Aujourd'hui, il ne reste de cette prestigieuse cité que les ruines de plusieurs palais royaux : Preah Kô, le Bakong ou Lolei.

## Étymologie
Le nom "Hariharalaya" provient du nom de Harihara, divinité hindoue principale dans la Cambodge pré-angkorien. Le nom de "Harihara" est un composé des noms "Hari" (signifiant le dieu hindou Vishnu) et "Hara" (le dieu Shiva). 

## Histoire

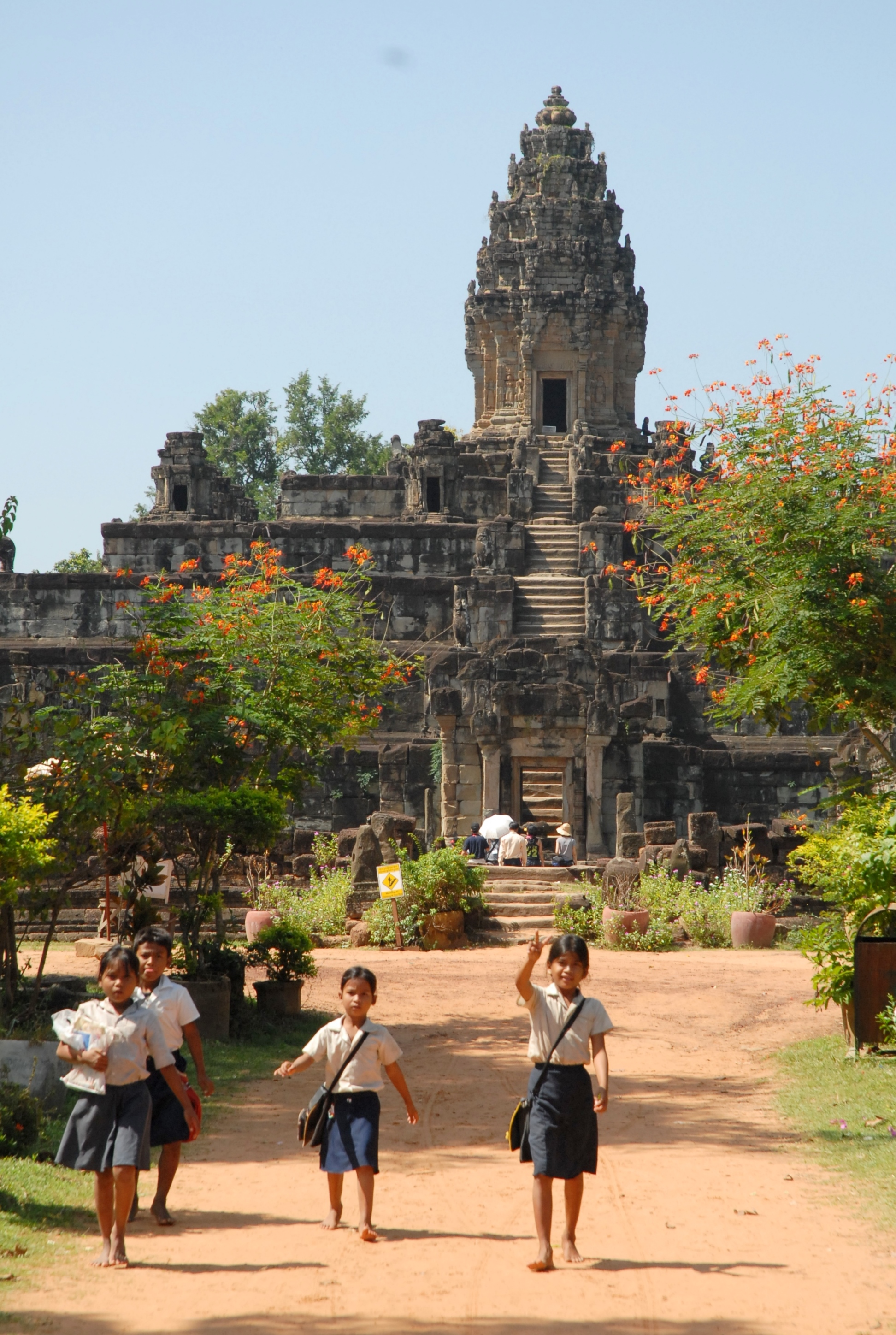
Le Bakong est le temple royal fondé par le roi Indravarman I à Hariharalaya.

À la fin du VIIIe siècle, le roi khmer Jayavarman II conquiert des vastes territoires près du grand lac de Tonle Sap. Pendant au moins un temps, il établit la capitale de son empire à Hariharalaya. Cependant, quand il se déclare "monarque universel" du pays en 802, il retire son statut de capitale à Hariharalaya pour une localité sur le plateau Phnom Kulen. Plus tard, il refera de Hariharalaya sa capitale, à sa mort en 835.
Les successeurs de Jayavarman II, Jayavarman III puis Indravarman I, sont les instigateurs du temple royal connu sous le nom du Bakong. Indravarman I consacre en 881 le symbole de la religion dominante du temple, l'hindouisme, un lingam appelée Sri Indresvara, ce nom étant la combinaison entre le nom du roi et du nom de Shiva). Indravarman I construit alors le plus petit des temples, aujourd'hui appelé le Preah Kô ("Taureau sacré"), consacré en 880.  En 889, Indravarman I meurt et son fils Yasovarman I lui succède. Ce dernier construit le temple de Lolei, dont le nom est parfois utilisé par abus de langage pour désigner le site entier de Hariharalaya). Yasovarman II fonde aussi une nouvelle ville sur le site d'Angkor Thom au nord de l'actuelle Siem Reap et la baptise Yaśodha rapura. Yasovarman fait de la nouvelle ville sa capitale et construit un nouveau temple royal, le Phnom Bakheng. Yasodharapura survit jusqu'aux années 1170 quand elle est mise à sac par les envahisseurs du Royaume de Champā.